# Paul Ferdinand Segond

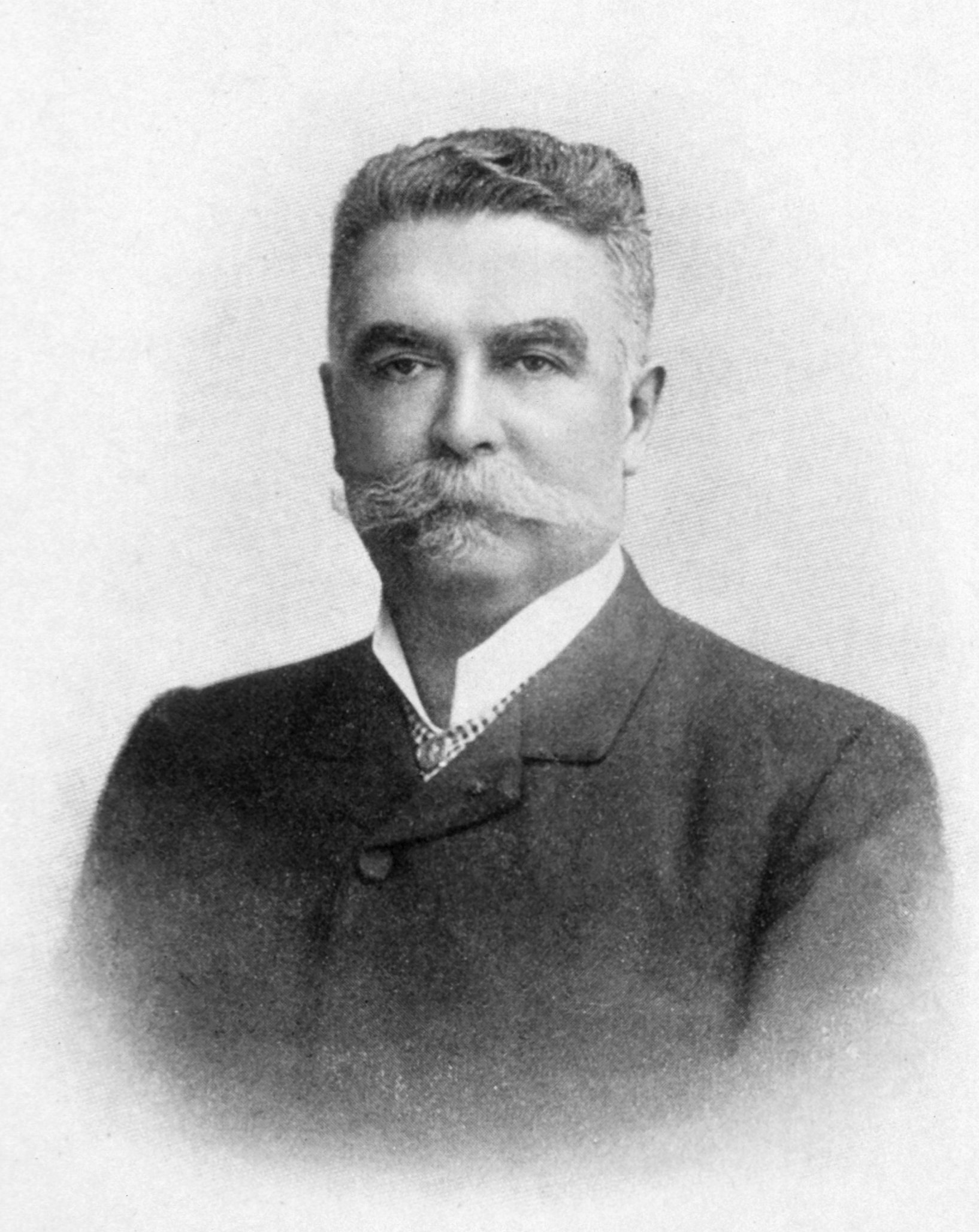
Paul Ferdinand Segond

Paul Ferdinand Segond (geb. 8. Mai 1851 in Paris; gest. 27. Oktober 1912 ebenda) war ein französischer Chirurg und Gynäkologe. Zu seinen Spezialgebieten gehörten Harnwegsoperationen, vaginale Operationen bei Krebs, Myom- und Gebärmutterentfernungen.

## Leben
Segond war ein Sohn des Anatomen Louis-Auguste Segond (1819–1908). Er studierte Medizin in Paris, wurde 1875 Assistenzarzt und schloss seine Ausbildung 1880 mit der Promotion ab. Bereits 1878 erreichte er eine Anstellung als Prosektor der Fakultät, die er bis 1882 innehatte. Anschließend operierte er an verschiedenen Hospitalärn von Paris, wurde – zusammen mit dem Chirurgen Ulysse Trélat (1828–1890) – leitender Arzt an der Clinique Baudeloque und habilitierte sich als Chirurg im Jahr 1883. Nach einigen Jahren an der Clinique Baudelocque wurde er 1905 Nachfolger von Paul Jules Tillaux (1834–1904) an der Pariser Universitätsklinik, der Salpêtrière, und bekleidete dieses Amt bis zu seinem Tod im Jahr 1912.

## Werk
Segonds erste wichtige Veröffentlichungen betrafen die Chirurgie der Harnorgane. Er entwickelte ein spezielles autoplastisches Verfahren zur Behandlung der Blasenekstrophie, mit dem postoperative Komplikationen vermieden werden sollten.
Später wandte er sich unter dem Einfluss von Jules Émile Péan den gynäkologischen Operationen zu und perfektionierte in erster Linie die vaginale Hysterektomie. Auch Karzinome und Uterusmyome operierte er über diesen Zugang.
Nebenbei war er einer der führenden Kniespezialisten des 19. Jahrhunderts in Frankreich. 1879 beschrieb er die später nach ihm benannte Segond-Fraktur, eine Ausrissfraktur des außenseitigen Seitenbandes aus der lateralen Schienbeinkante am Kniegelenk, die oft mit einem Kreuzbandriss einhergeht.

## Schriften
- Étude sur l’anatomie pathologique des rétrécissements de l’urètre. Mit Édouard Brissaud. Paris 1884
- Des abcès chauds de la prostate et du phlegmon périprostatique. Paris, 1880 (für dieses Werk wurde er mit einem Preis des Instituts geehrt)
- Cure radicale des hernies. Habilitationsschrift. Paris 1883
- Deux néphrectomies. Guérison, 1887
- Traitement des fibromes utérins par la castration ovarienne. Paris 1888
- Valeur de la cure radicale des hernies. 1888
- Résection du nerf maxillaire supérieur, et du ganglion sphéno-palatin par la voie temporale. 1890
- Traitement chirurgical de l’exstrophie de la vessie. 1890
- Traitement des grossesses extra-utérines. Paris 1898.